# Elemento infinito difuso
O método do elemento finito difuso combina o bem-estabelecido método do elemento finito com o conceito de números difusos, o último sendo um caso especial de um conjunto difuso. A vantagem de usar números difusos em vez de números reais repousa na incorporação de incerteza (sobre propriedades materiais, parâmetros, geometria, condições iniciais, etc.) na análise de elemento finito.
Um modo de estabelecer uma análise de elemento finito difuso (ED) é usar o software ED existente (interno ou comercial) como um módulo de nível interno para computar um resultado determinístico, e para acrescentar um laço de nível exterior para manipular a flocosidade (incerteza). Este laço de nível exterior se resume a resolver um problema de otimização. Se o módulo determinístico de nível interno produz comportamento monotônico com respeito às variáveis de entrada, então o problema da otimização de nível exterior é enormemente simplificado, desde que neste caso os extremos sejam localizados no vértices do domínio.